# NGC 554
NGC 554 é uma galáxia  na direção da constelação de Cetus. O objeto foi descoberto pelo astrônomo Frank Muller em 1886, usando um telescópio refrator com abertura de 26 polegadas. Devido a sua moderada magnitude aparente (+14,1), é visível apenas com telescópios amadores ou com equipamentos superiores. 